# Noteć
La Notec (en polonais : Noteć, en allemand : Netze, en latin : Natissis) est une rivière polonaise qui rejoint la Warta, donc un sous-affluent de l'Oder.

## Géographie
Elle a une longueur de 388 kilomètres[réf. nécessaire] et son bassin recouvre une superficie de 17 330 km2[réf. nécessaire].
Elle prend sa source en Cujavie, traverse la Grande-Pologne et la région de Lubusz, avant de se jeter dans la Warta près Gorzów Wielkopolski, la Warta qui est un affluent de l’Oder.
De l'amont vers l'aval, la Notec traverse les villes suivantes :
- Inowrocław, Izbica Kujawska, Kruszwica, Pakość, Barcin, Łabiszyn, Nakło nad Notecią, Ujście, Czarnków, Wieleń, Krzyż Wielkopolski, Drezdenko, Santok.

## Aménagement

### Le Pays de Czarnków
Longtemps, la ripisylve et les marécages de Czarnków ont été tenues à l'écart des activités humaines. Ce n'est que vers la fin du XVIe siècle que des colons germanophones, venus du Brandebourg et de Poméranie, s'y sont établis à l'invitation des seigneurs de l'endroit, pour mettre ces terres en culture. Les premiers villages, comme Schönlanke (1580),  apparurent au nord de la Netze. Une seconde phase de défrichement affecta la rive sud, avec l'institution d'une écoutète à Kahlstädt en 1600.

### Les marécages du «Netzebruch»
De vastes marécages, désignés en allemand comme le Netzebruch, s'étendent du cours aval de la rivière jusqu'à sa confluence avec la Drawa. Cette zone quasi déserte jusqu'au XVIIIe siècle n'était guéable qu'à deux endroits, d'ailleurs fortifiés : Zantoch et Driesen.
Au Moyen Âge, les rois de Pologne avaient dressé une ligne de châteaux le long de la vallée pour se prémunir des incursions des chevaliers teutoniques. Vers le milieu du XIIIe siècle, le lit de la Netze s'étendit au-delà des fiefs polonais pour mordre sur le Brandebourg. La Colonisation germanique, amorcée au siècle précédent, amenait des paysans germanophones dans les terrains asséchés de la vallée, et au XIVe siècle ils représentaient déjà les deux-tiers de la population.
La construction du fort de Driesen par le prince-électeur Joachim-Frédéric, en 1603, déclencha la colonisation prussienne de la région. Les premiers projets d'assèchement datent de 1722, mais l'importance de l'élevage porcin retardait toute initiative en ce sens.